# Warkings
 (février 2023).
 (mai 2025).
Warkings est un groupe de power metal international formé par le chanteur autrichien Georg Neuhauser, également chanteur du groupe de Serenity. 
Le groupe a été lancé sous le label Napalm Records pour la sortie de leur premier single le 19 septembre 2018, de leur premier album le 16 novembre 2018. 

## Biographie

### Formation du groupe
Le groupe est composé de quatre membres, chacun arborant un pseudonyme et un masque.
On a d'abord le chanteur, Georg Neuhauseur, qui se présente comme un Tribun romain, on a ensuite Christian Rodens à la basse qui prend le rôle du Viking, puis le guitariste Markus Pohl en tant que Croisé, et enfin  Steffen Theurer qui joue le rôle du Spartiate à la batterie. Chacun représente alors une figure connue de différentes époques historiques, d'où le nom du groupe Warkings.
Le concept du groupe est que les quatre « Warkings » se sont rencontrés au Valhalla après leurs morts sur le champ de bataille et sont envoyés sur terre par Odin pour « répandre leurs véritables histoires de leurs batailles auprès de l'humanité »
Musicalement, on a affaire à du power metal dans un style pouvant rappeler des groupes du même style comme Hammerfall, Brothers of Metal ou bien Powerwolf, bien que certains morceaux s'apparentent à du heavy metalde par leurs riffs puissants.
Le 6 mars 2018,Warkings publia sur Facebook une première image avec le logo du groupe pour annoncer sa création, suivie de la présentation des membres du groupe et enfin de la sortie de leur premier single sur Youtube.

### Reborn (2018-2020)

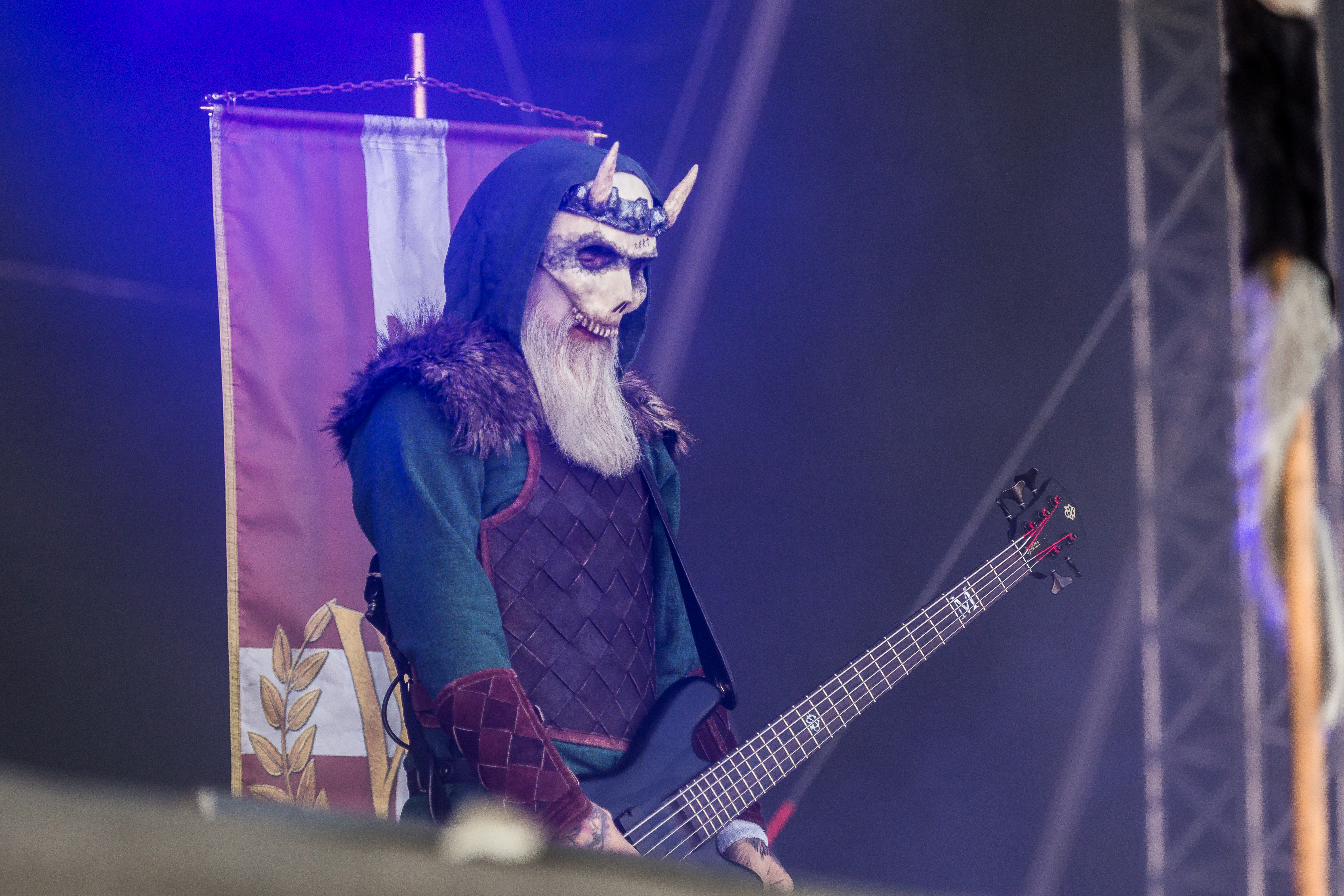
« The Viking » lors du Rockharz Open Air de 2019

Le 19 septembre 2018 , le groupe sort leur tout premier single intitulé Gladiator sur Youtube ,annonçant par la même occasion la sortie de leur premier album le 16 novembre 2018 qui se nommera Reborn.
Cet Album, composé de 10 titres, raconte le début des envoyés d'Odin sur Terre et la plupart des morceaux font référence à des personnages ou des légendes historiques qui ont connu des défaites mais qui ont su se relever et se battre à nouveau contre l'adversité.
Le premier morceau de l'album, Give em War, est un hymne guerrier qui incite à la bataille et à la victoire. Le deuxième morceau, Never Surrender, est une chanson d'hommage aux héros tels que Léonidas, qui ont refusé de se soumettre et ont combattu jusqu'à la mort. Hephaistos parle du dieu forgeron de la mythologie grecque, qui est représenté comme un personnage en colère qui martèle son marteau. Gladiator est un titre qui évoque le film du même nom, en racontant l'histoire d'un combattant qui se bat dans l'arène. Holy Storm est une chanson qui met en avant la puissance de la nature, tandis que Battle Cry incite les guerriers à se battre avec courage et détermination.
Le septième morceau, Fire Falling Down, évoque la chute de Troie et la colère des dieux. Sparta, quant à lui, évoque la célèbre ville et la culture spartiate, ainsi que leur résistance face à l'envahisseur. Enfin, The Last Battle raconte l'histoire d'un guerrier qui se prépare à son dernier combat, face à une armée ennemie.
En résumé, l'album Reborn de Warkings est un opus puissant et épique, qui raconte des histoires de guerre et de résilience à travers des personnages légendaires ou historiques. Les arrangements de guitare heavy metal, les solos épiques et les chœurs guerriers contribuent à donner à l'ensemble un caractère épique et héroïque.

### Revenge (2020-2021)
Sorti le 31 juillet 2020 sous le label Napalm Record, l'album Revenge est la suite spirituelle du premier album, il est composé de 11 titres et raconte l'histoire des quatre Warkings qui ont repris leurs âmes au Seigneur des Abysses après s'être échappés de son royaume.
La deuxième chanson de l'album, Maximus, est basée sur le personnage historique de Maximus Decimus Meridius, interprété par Russell Crowe dans le film Gladiator. La chanson raconte l'histoire de Maximus alors qu'il se prépare à combattre dans l'arène.
Fight in the Shade  est la quatrième piste de l'album Revenge de Warkings. Cette chanson raconte l'histoire de la Bataille des Thermopyles, où le roi Léonidas et ses Spartiates ont combattu vaillamment contre l'armée perse. Les paroles de la chanson décrivent la bataille des Thermopyles, où les Spartiates se sont battus sous un soleil de plomb, à l'ombre de leurs boucliers. Les paroles font également référence à l'idée de mourir pour sa patrie, en déclarant qu'il vaut mieux mourir sur ses pieds que de vivre à genoux. La chanson Warrior de Warkings parle d'un guerrier qui se prépare pour la bataille. Il se décrit comme un homme courageux et impitoyable, prêt à affronter n'importe quel ennemi sur le champ de bataille. Il se compare également à Vlad l'Empaleur, un célèbre prince de Valachie connu pour sa brutalité et son goût pour la violence. La référence à Vlad est utilisée pour souligner l'aspect impitoyable et sans pitié du guerrier, qui n'hésitera pas à éliminer tous ceux qui se dressent sur sa route. La chanson est un hymne à la guerre et à la victoire, mettant en avant l'esprit de combat et la détermination nécessaires pour triompher sur le champ de bataille.

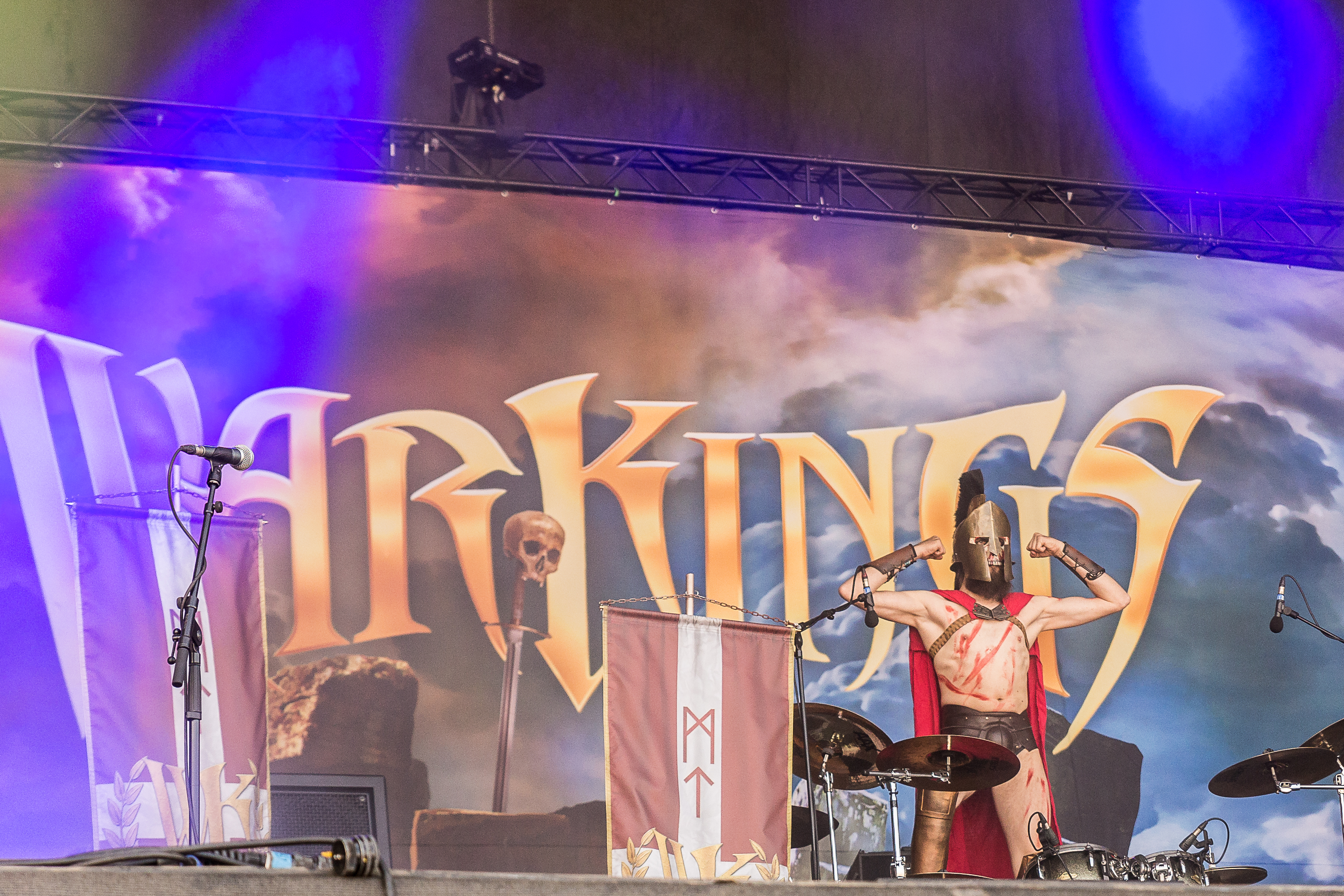
«The Spartan» lors du Rockharz Open Air de 2019

Azrael est la huitième piste de l'album Revenge de Warkings. La chanson parle de la figure de la Mort, représentée par Azrael dans la mythologie islamique. Le titre commence par un son de cloche, annonçant l'arrivée de la Mort. Les paroles décrivent Azrael comme un être inévitable, qui vient chercher les âmes des mortels et les entraîne vers l'au-delà. Battle of Marathon est une chanson inspirée par la bataille homonyme qui a eu lieu en 490 av. J.-C. entre les Perses et les Grecs. Le morceau évoque le courage et la détermination des Grecs face à l'armée Perse, ainsi que leur victoire inattendue. Les paroles font également référence aux légendaires coureurs de marathon qui ont couru de la ville de Marathon à Athènes pour annoncer la victoire aux Grecs.
La chanson Freedom de l'album Revenge est un appel à la liberté et à la révolte contre l'oppression. Les paroles évoquent la lutte pour la liberté menée par William Wallace, héros national écossais qui a conduit la révolte contre les Anglais au XIIIe siècle. Le refrain de la chanson, « Hold the line, No retreat, We won't surrender, We die on our feet, Hold the line, No remorse, We won't abandon, Our glory, Our cause » résume l'appel à la liberté et à la fierté de soi. Les paroles «On the fields of Banockburn, heed the pipers call, for our land we show no mercy, we will give it all» font référence à la bataille de Bannockburn, où les Écossais ont remporté une victoire décisive contre les Anglais.
Warking est un morceau énergique et épique qui évoque l'image d'un guerrier sans peur qui défend son royaume contre tous les ennemis. Les paroles de la chanson font référence à Maximus, le personnage principal du film Gladiator, ainsi qu'au Roi Arthur, qui est souvent associé à la chevalerie et à la bravoure. La chanson met en avant la force et la détermination du guerrier, qui est prêt à tout sacrifier pour protéger son peuple.
Sparta est une chanson bonus track qui évoque l'image de la célèbre Cité-État grecque, symbole de la guerre et de la puissance militaire. Les paroles font référence à l'entraînement rigoureux des guerriers spartiates dès leur plus jeune âge, ainsi qu'à leur bravoure sur le champ de bataille. La chanson met également en avant les valeurs de loyauté et de solidarité entre les combattants spartiates, qui ont permis à cette cité de remporter de nombreuses victoires militaires. Le refrain de la chanson fait ainsi référence au film "300" et à la célèbre réplique « This is Sparta » prononcée par le personnage de Léonidas. Le refrain reprend cette phrase emblématique en la chantant de manière puissante et épique.
Pour finir, les chansons de l'album sont inspirées de personnages historiques ou légendaires tels que le général romain Maximus, le roi Léonidas et les Spartiates de la bataille des Thermopyles, ou encore la figure de la Mort représentée par Azrael dans la mythologie islamique. Les paroles évoquent des thèmes tels que la guerre, la résilience, le courage et la détermination.

### Revolution (2021-2022)
L'album Revolution est apparu le 20 août 2021, ce dernier parle des Warkings qui appellent leurs guerriers à s'unir et se préparer pour une prochaine bataille.
We Are The Fire est une chanson qui invite les guerriers à se battre pour leurs convictions et leur liberté. Elle évoque la flamme qui brûle en chacun d'eux, les incitant à se lever et à se battre pour leurs idéaux. Les paroles sont très épiques et guerrières, appuyées par des riffs de guitare puissants et des solos épiques. La chanson se termine par un chœur entraînant, qui renforce le caractère épique de l'ensemble.
La chanson Sparta Part II de l'album fait suite à la première chanson Sparta. Elle continue sur le thème de l'ancienne cité-État  de Sparte et raconte l'histoire d'une bataille épique, avec des paroles évoquant le courage et la détermination des guerriers spartiates. La chanson est portée par une rythmique énergique et entraînante, avec des arrangements orchestraux qui ajoutent à l'intensité de l'ensemble.
Le titre Fight de l'album Revolution  aborde le thème de la bataille pour la liberté et la justice. Les paroles appellent à se battre pour des idéaux tels que la paix, la dignité et l'égalité, et à défendre ces valeurs face à l'oppression et à la tyrannie. La chanson fait notamment référence de par sa structure musicale à la chanson révolutionnaire italienne Bella Ciao.

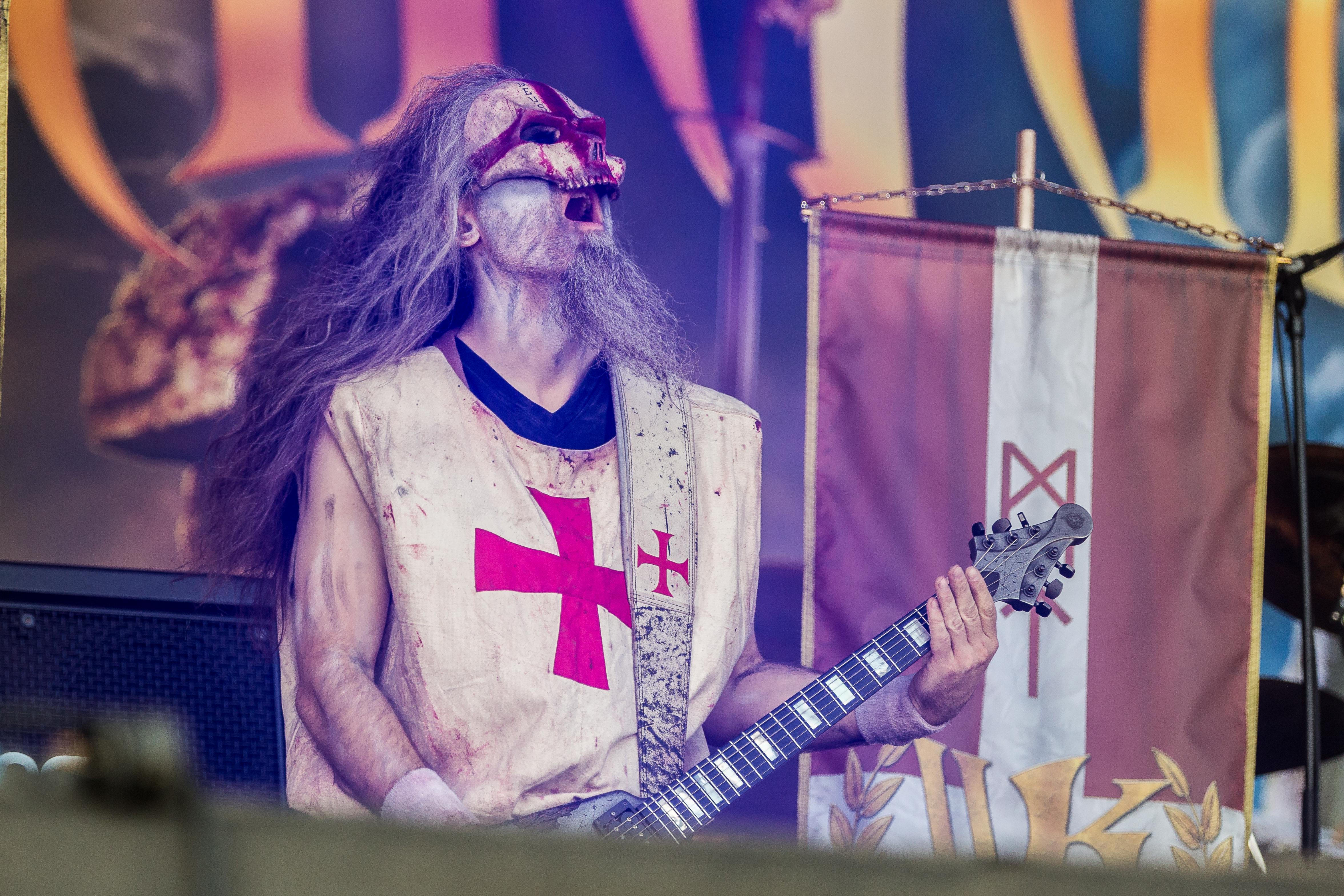
« The Crusader» lors du Rockharz Open Air de 2019

Le morceau Spartacus raconte l'histoire du gladiateur Spartacus, qui a mené une rébellion d'esclaves contre la République romaine en 73 av. J.-C. Les paroles de la chanson évoquent la bravoure et la détermination de Spartacus et de ses compagnons de lutte, ainsi que la violence et l'injustice de la société romaine. La chanson comprend également des références à la mythologie grecque, en particulier à Hercule, et à la notion de liberté. Deus lo Vult est le sixième titre de l'album et elle évoque quant à elle la période des croisades, une série de guerres autorisées par les chrétiens pour reconquérir la Terre sainte. Les paroles font référence à l'appel du pape Urbain II à la croisade en 1095, qui a été lancée en réponse aux attaques musulmanes contre les chrétiens de l'époque. Les paroles croisent la montée en puissance des chevaliers, prêts à se battre pour leur foi et à vaincre les infidèles. Le titre de la chanson, «Deus lo Vult», est la devise latine des croisés, qui signifie "Dieu le veut". Les paroles de la chanson insistent sur la détermination des croisés à lutter pour leur cause, même si cela signifie la mort, et incitent à la victoire dans cette guerre sainte.
La chanson "Ave Roma" évoque la grandeur de la Rome antique, avec des références à des figures historiques telles que Jules César, Auguste et Néron. Les paroles soulignent la puissance et la gloire de la civilisation romaine, et incitent à sa restauration. La chanson met en avant le thème de la fierté nationale et de l'unité, en encourageant les Romains à se lever et à défendre leur patrie. Les paroles sont ponctuées de refrains chantant « Ave Roma » pour souligner l'importance de cette ville et de son héritage.
Ragnar est un titre qui rend hommage à la figure légendaire de Ragnar Lodbrok, le héros viking du IXe siècle. La chanson raconte l'histoire de Ragnar qui part en expédition en mer pour combattre et piller, symbolisant la soif de conquête et de pouvoir des Vikings. Les paroles mettent également en évidence la ruse et l'intelligence tactique de Ragnar, ainsi que sa détermination et sa capacité à vaincre ses ennemis malgré les difficultés rencontrées. La chanson contient des références à la mythologie nordique et aux croyances des Vikings, ainsi qu'à leur amour pour la mer et la navigation. Les paroles reflètent également la vie dure et brutale des Vikings, ainsi que leur sens de l'honneur et de la loyauté envers leur chef et leur clan. Finalement, la chanson se termine sur une note triomphante alors que Ragnar et son équipage célèbrent leur victoire et leur gloire dans les festivités du retour.
En somme, l'album Revolution de Warkings est un hommage à l'époque des guerriers et des héros antiques, combiné à des thèmes modernes de rébellion et de résistance. Les paroles épiques racontent des histoires de courage, de sacrifice et de lutte pour la liberté. Les références historiques et culturelles, la légende de Spartacus ou celle de Ragnar Lodbrok, ajoutent une dimension supplémentaire à l'album. Les titres tels que We Are The Fire, Fight, Kill For The King et Ragnar encouragent les auditeurs à se tenir debout et à se battre pour ce en quoi ils croient. L'album se termine avec Where Dreams Die, une ballade mélancolique qui rappelle la fragilité de la vie humaine et la nécessité de lutter pour un avenir meilleur. Revolution est un album épique et inspirant qui offre une expérience musicale inoubliable pour tous les fans de heavy metal et d'histoire.

### Morgana (depuis 2022)
Morgana est le dernier album en date du groupe de power metal sorti le 11 novembre 2022, ce dernier ayant été produit dans le contexte de la période du Covid-19, le groupe a décidé de prendre une nouvelle tournure pour cet album, ainsi ce dernier raconte la suite des aventures des Warkings qui se retrouvent à s'allier à la demi-sœur du roi Arthur, la fée Morgane, pour leur prochaine bataille. L'album se compose de 12 titres dont 2 Bonus-Tracks provenant chacun du groupe Powerwolf (avec le titre Armata Strigoi) ainsi que du groupe d'epic metal DragonForce (avec le morceau Cry Thunder) créés dans le cadre de leur tournée commune (Powerwolf Tour) en 2022.
Le premier titre de l'album se nomme Hellfire, il évoque l'attraction irrésistible de la protagoniste pour le feu et la destruction, symbolisée par les flammes de l'enfer. Les paroles montrent comment elle utilise cette force destructive pour faire face à la douleur et à la souffrance, en la transformant en pouvoir et en force pour se relever. Les références à la lumière et aux ombres, ainsi que la mention de la survie sans foi, font également allusion à la dualité de l'existence et à la recherche de la vérité à travers l'obscurité. Les thèmes communs abordés tels que la combustion, les flammes, l'obscurité ou bien la rédemption sont des images communes à de nombreuses cultures telles que la religion chrétienne.
"The Last of the English" est une chanson sur la résistance contre une force écrasante. Les paroles décrivent un hors-la-loi solitaire, "le dernier des Anglais", qui se bat contre les ténèbres et l'oppression des conquérants normands. Le hors-la-loi est décrit comme un combattant, un rebelle et un symbole d'espoir pour le peuple qui a tout perdu. Les paroles suggèrent que même une personne peut inspirer les autres à résister et que l'étincelle de la résistance peut brûler pour toujours. La chanson célèbre la bravoure, la force et le défi face à l'adversité.

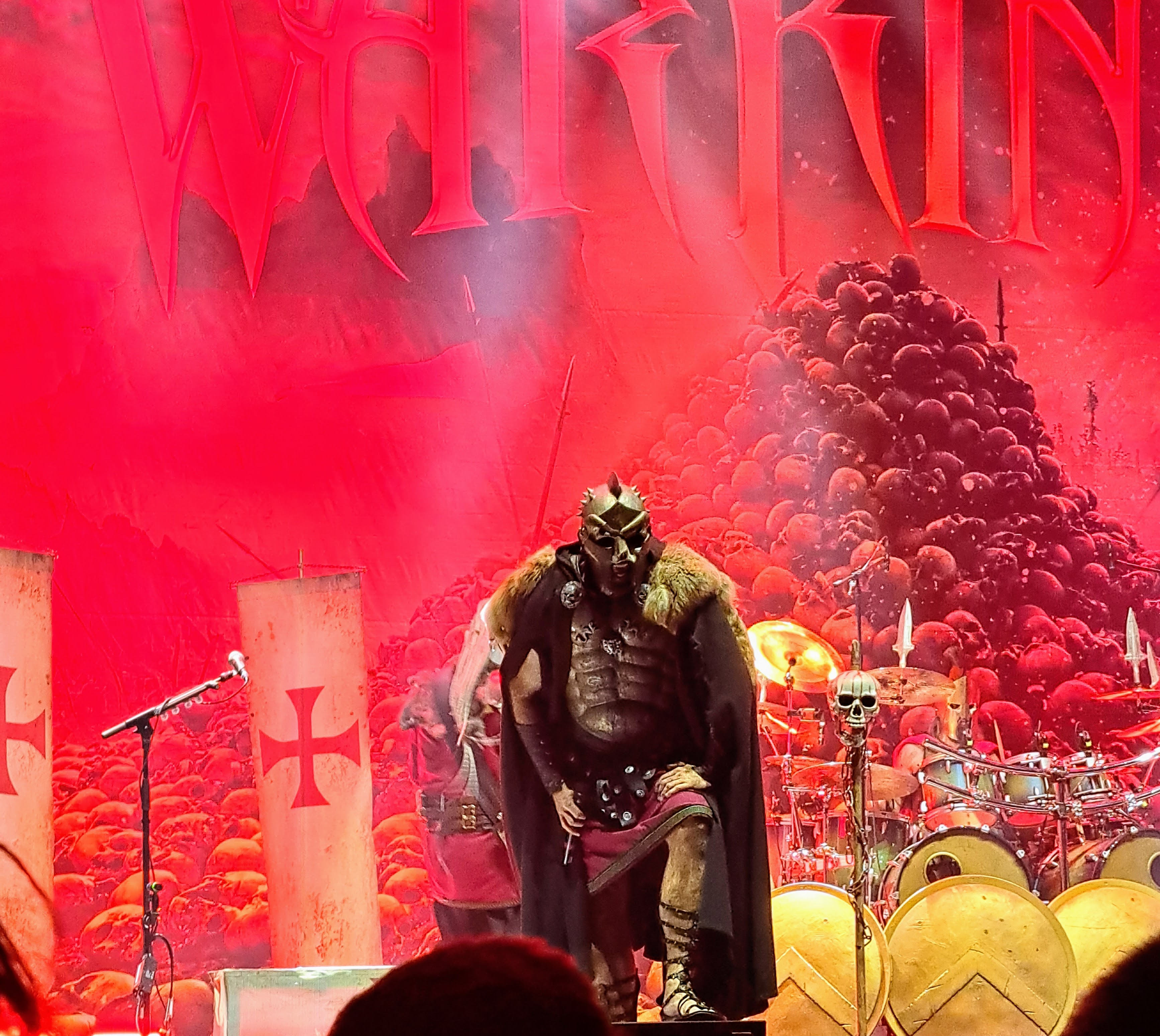
«The Tribune» lors du Powerwolf Tour de 2022

La chanson Immortal évoque une transformation ou une transition vers un autre monde ou une autre vie, qui implique un sacrifice de soi-même. Le chanteur se décrit comme étant « immortel », capable de renaître des flammes éternelles et de chasser la liberté à travers les siècles. Il est également décrit comme ayant un esprit sinistre et étant libéré de l'agonie. Il y a une référence à Avalon, une île légendaire figurant dans la légende arthurienne. Il est souvent décrit comme un lieu mystique où le Roi Arthur est emmené après avoir été mortellement blessé lors de la bataille de Camlann. Dans cette chanson, il pourrait être interprété comme une métaphore d'un lieu de renaissance ou de renouveau.
The Rite est le neuvième morceau de l'album, il évoque une figure féminine courageuse qui a surmonté des épreuves et des douleurs du passé grâce à sa passion pour la magie. Elle est aidée par une force extérieure et est encouragée à continuer de chercher la lumière. La chanson fait également référence à la figure du Roi Arthur et à la quête du Graal, symbolisant ainsi la recherche d'un objectif noble et la persévérance face aux difficultés.
Le dernier titre de l'album, intitulé Legends Untold, décrit le personnage légendaire du roi Arthur, qui a été élevé par le magicien Merlin et est devenu roi en tirant l'épée Excalibur de la pierre. Le refrain répété « Let's fight » reflète l'idée d'un combat pour défendre son Royaume. La chanson évoque également la loyauté des chevaliers de la Table Ronde envers leur roi, et leur détermination à se battre jusqu'à la mort pour protéger le Royaume. Le chanteur se présente également comme descendant de Pendragon, ce qui fait référence à une ancienne prophétie selon laquelle un descendant de la famille royale du Pays de Galles, portant le nom Pendragon, unirait les différentes tribus celtes et deviendrait le roi de Grande-Bretagne. La chanson évoque l'esprit de la légende arthurienne, avec son mélange d'héroïsme, de magie et de combat.
L'album Morgana est alors centré autour du personnage féminin éponyme, Morgana, qui est souvent associée à la magie, à la mythologie arthurienne et à l'obscurité.
Les chansons évoquent la solitude et la souffrance de Morgane, qui a été abandonnée ou trahie, ainsi que sa quête pour retrouver son pouvoir et sa dignité. Il y a également des références aux légendes arthuriennes, telles que la quête du Graal, l'épée Excalibur et le Roi Arthur lui-même.
Dans l'ensemble, l'album semble explorer les thèmes de la force intérieure, de la résilience face à l'adversité, et de la lutte pour retrouver sa place dans le monde. Les chansons sont souvent sombres et mélancoliques, mais il y a également une note d'espoir et de détermination à vaincre les épreuves.
Cet album se démarque des autres de par la diversité des différents titres dans leurs musicalités et de par la puissance amenée par le chant growl de Secil Sens dans cet album qui concentre sa thématique autour des légendes arthuriennes.
À la suite de ce dernier album, le groupe a renouvelé leur contrat avec le label Napalm Records.

### Featuring

#### Thomas Gurrath (The Butcher from Debauchery)
Thomas Gurrath est le premier featuring du groupe Warkings, ce dernier est le chanteur du groupe allemand Debauchery.Il participe au premier album du groupe en chantant dans le titre Sparta. Cependant, ce sera la seule fois où il apparaîtra étant par la suite remplacé par Melissa Bonny pour ce même titre.

#### Melissa Bonny (The Queen of Damned)
Melissa Bonny est l'une des premières featuring du groupe Warkings, elle prête ainsi sa voix pour la chanson Sparta (Reborn) et Odin's Sons (Revenge).
Elle apparaît également dans le clip de ces derniers lors de leur sortie respective le 14 novembre 2018 et le 29 juillet 2020.

#### Chris Harms (The Lost Lord)
Chris Harms apparaît  dans l'album Revolution en 2021, on peut ainsi le retrouver dans le quatrième titre intitulé Spartacus.
À la suite de son apparition dans l'album, ce dernier fera la remarque suivante :  « Il y a des moments où je me rends compte qu'il y a une passion de power metal qui sommeille en moi qui n'ai jamais voulu m'intégrer dans aucun de mes groupes et projets. J'étais très reconnaissant quand les quatre gladiateurs du heavy metal sont venus à moi et m'ont donné la chance d'affiner une de leurs chansons comme The Lost Lord. « Spartacus » est une machine à puissance monumentale Uptempo que j'ai énormément appréciée. J'ai hâte de jouer la chanson en direct à un moment donné - avec des sandales et un casque, bien sûr ! »

#### Secil Sens (Morgana le Fay)
Secil Sens est la dernière feature en date du groupe, elle a participé dans la plupart des titres de l'album Morgana, elle figure alors dans les chansons : Hellfire, Monster, Heart of Rage et Immortal.
Elle est aussi présente dans les clips d'Hellfire et Monster ainsi que dans le clip live Heart of Rage sorti le 15 février 2023 à l'occasion de leur dernière tournée en 2022.
Pour le moment, on ne sait pas si elle sera un membre définitif du groupe ou si elle sera simplement présente dans cet album.

### Palmarès
| Année |                           | All (de)        | AT             | CHF            |
| ----- | ------------------------- | --------------- | -------------- | -------------- |
| 2018  | Reborn Napalm Records     | —               | 70 (1 semaine) | —              |
| 2020  | Revenge Napalm Records    | 29 (1 semaine)  | 40 (1 semaine) | 24 (1 semaine) |
| 2021  | Revolution Napalm Records | 13 (2 semaines) | 34 (1 semaine) | 17 (1 semaine) |
| 2022  | Morgana Napalm Records    | 10 (1 semaine)  | —              | 33 (1 semaine) |

## Discographie

### Albums studio
- 2018 : Reborn
- 2020 : Revenge
- 2021 : Revolution
- 2022 : Morgana
- 2025 : Armageddon

### Apparitions d'invités
- 2024 : Stahl auf Stahl (sur Post Mortem) par Subway to Sally

## Vidéographie

### Clips
- 2018 : Gladiator
- 2018 : Hephaistos
- 2018 : Sparta
- 2020 :Warrior
- 2020 : Maximus
- 2020 : Odin's Sons
- 2021 : We Are The Fire
- 2021 : Spartacus
- 2021 : Fight
- 2022 : Monsters
- 2022 : Hellfire